# 剛果河旗鱂
剛果河旗鱂，為輻鰭魚綱鯉齒目鰕鱂亞目鰕鱂科的其中一種，為熱帶淡水魚，分布於非洲喀麥隆、加彭、剛果共和國、剛果民主共和國流域，體長可達9公分，棲息在山區森林覆蓋的小溪、沼澤底中層水域，生活習性不明，可作為觀賞魚。

## 擴展閱讀
維基物種上的相關：剛果河旗鱂